# Constantin Guys
Ernest Adolphe Hyacinthe Constantin Guys (Flessinga, 1802 – Parigi, 1892) è stato un incisore olandese naturalizzato francese.
Partecipò alla guerra di indipendenza greca arruolandosi nel 1824, spostandosi poi in Francia, Nordafrica e Regno Unito. Nel 1854 venne inviato in Crimea dal London News Illustrated come corrispondente, incarico che svolse anche in Spagna dal 1856.
Ritornato in Francia offrì un'immagine penetrante della società e della vita nel Secondo Impero, dedicandosi soprattutto agli svaghi della classe borghese.